# Horská (Praha)
Horská je pražská ulice nacházející se na Praze 2. Začíná na křižovatce s ulicí Na Slupi a jde severovýchodním směrem vzhůru do kopce až k Sokolské, kde se stáčí na sever a vyúsťuje do ulice Boženy Němcové. Ve spodní části se nachází Revmatologický ústav (v budově sídlil kdysi ženský blázinec) a ulici dále po obou stranách obklopují budovy Fakulty dopravní Českého vysokého učení technického v Praze (Horská 3 – dříve Státní knihovna společenských věd) a Přírodovědecké fakulty Univerzity Karlovy. Ulice je ukončena za křižovatkou s ulicí Votočkova (jdoucí doleva) a pokračuje pouze chodník. Napravo od něj začíná park Albertov. Na křižovatce s ulicí Studničkova (jdoucí doleva) přechází chodník ve schodiště. Po pravé straně pokračuje park Albertov, po levé se nachází genetická zahrada Přírodovědecké fakulty a následně následuje zeď ohraničující park Ztracenka. Za zdí naproti Ztracenky stávala stará a očím kolemjdoucích skrytá Kuželna TJ Praga s barem, proti jejímuž bourání vznikla petice; v dubnu 2025 je již budova zbořena. Po revitalizaci má na místě vzniknout park, sousedská zahrada a sportoviště zahrnující kurty a také novou kuželnu. Na konci schodiště se vpravo nachází vstup na bastion a vlevo se tyčí objekty bývalého kláštera augustiniánů kanovníků. Od tohoto místa je též ulice opět průjezdná i pro auta. Po pravé straně jsou vidět hradby Nového Města Pražského, vlevo pak kostel Panny Marie a svatého Karla Velikého a za ním park Na Karlově. Ulice Horská ho obchází i z východu a následně je ukončena v ulici Boženy Němcové.

## Název
Svůj nynější název Horská nese od roku 1869. Předtím se jmenovala Ztracená a Na ztracené vartě, název odvozený od jejího charakteru a zastrčení kamsi k hradbám; poté Pod Karlovem (odvozeno od Karlovy hory, jak se dříve říkalo návrší na kterém stojí kostel sv. Karla Velikého). Cesta v těchto místech je ale patrná již na mapách prvního vojenského mapování z roku 1783.

## Galerie

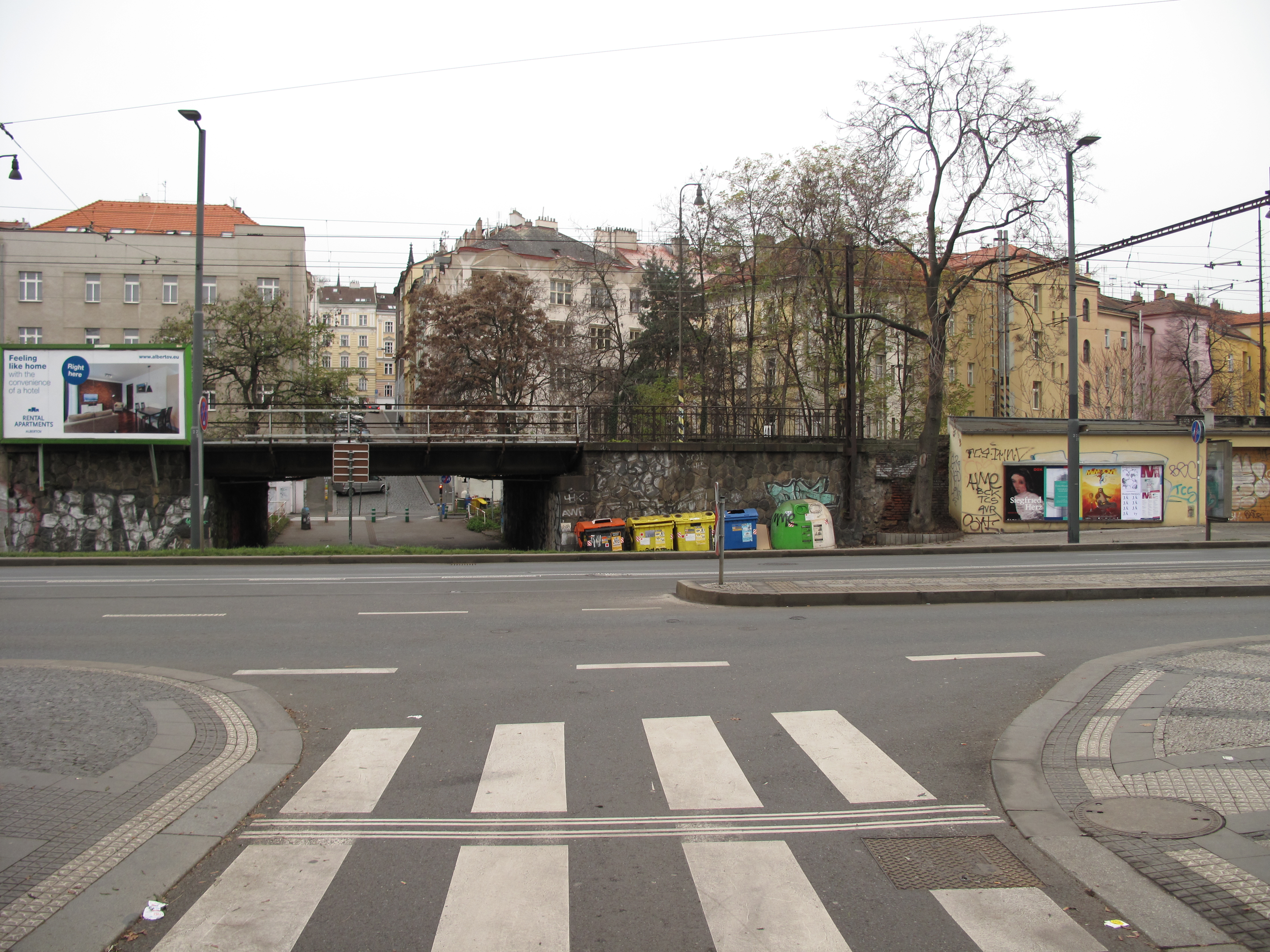
Vyústění do ulici Na Slupi a pokračování do ulice Přemyslova
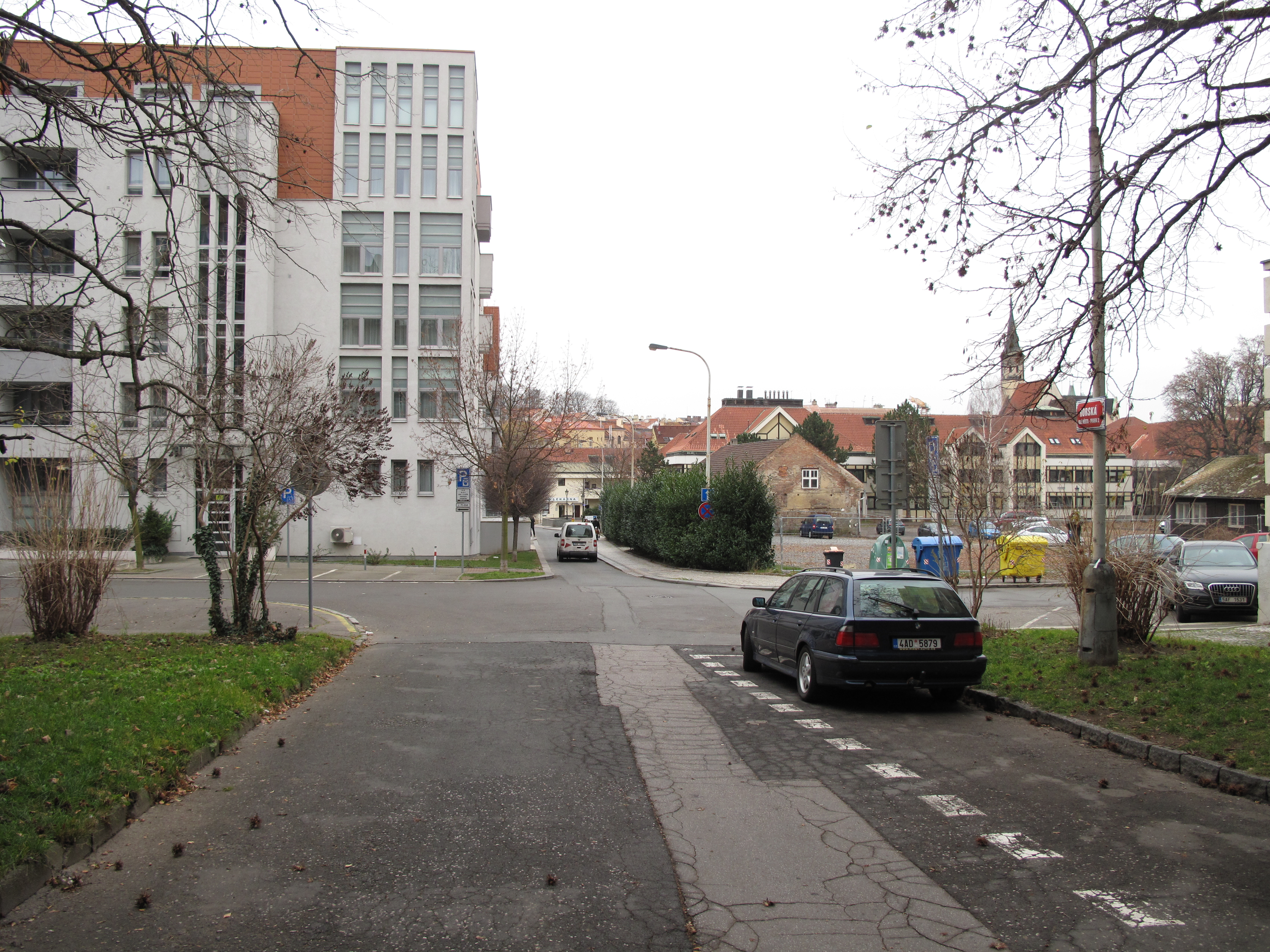
Pohled na Revmatologický ústav (vpravo) od křížení s ulicí Korčákova
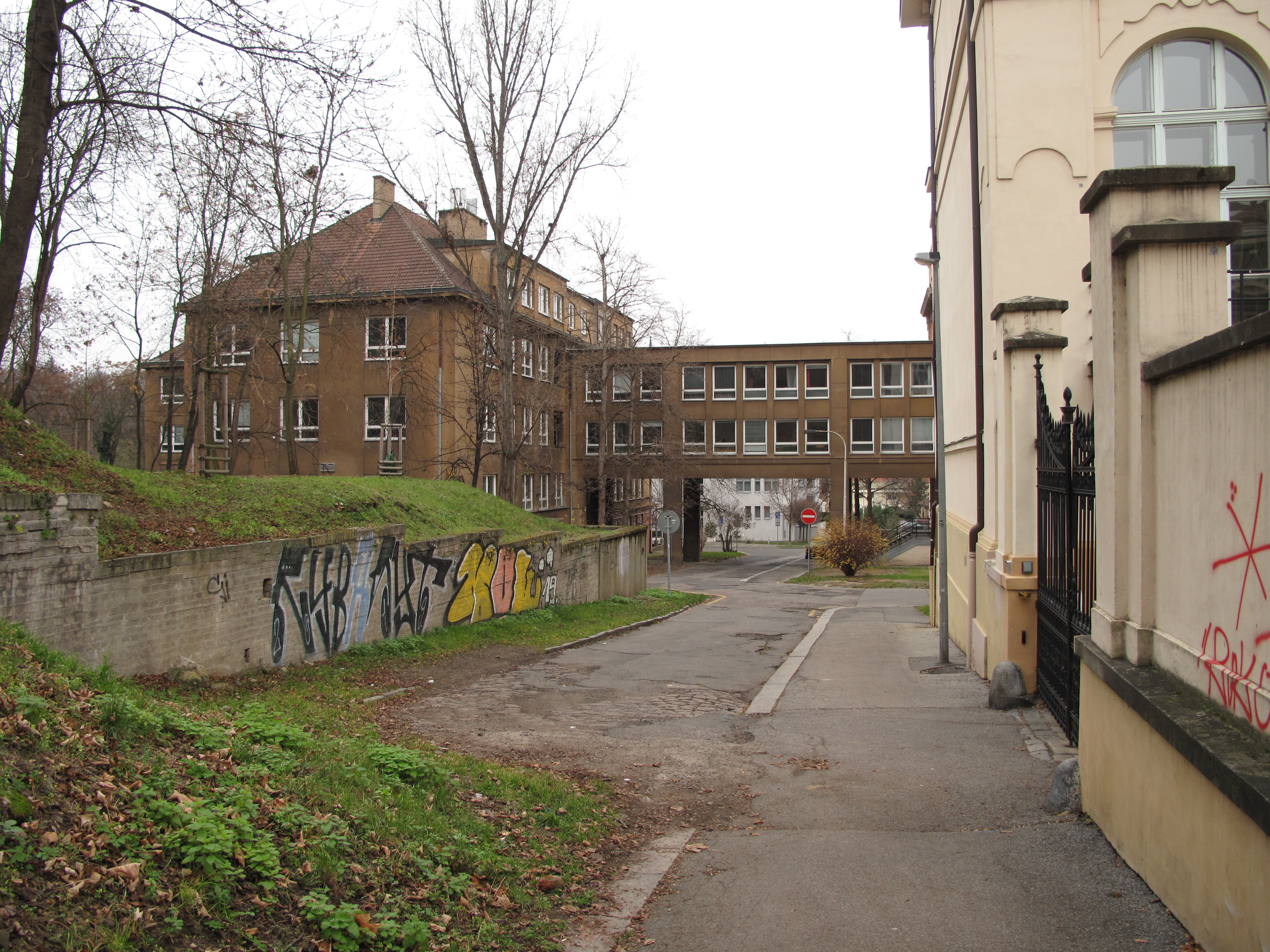
Ukončení vozovky u přemostění u Fakulty dopravní ČVUT
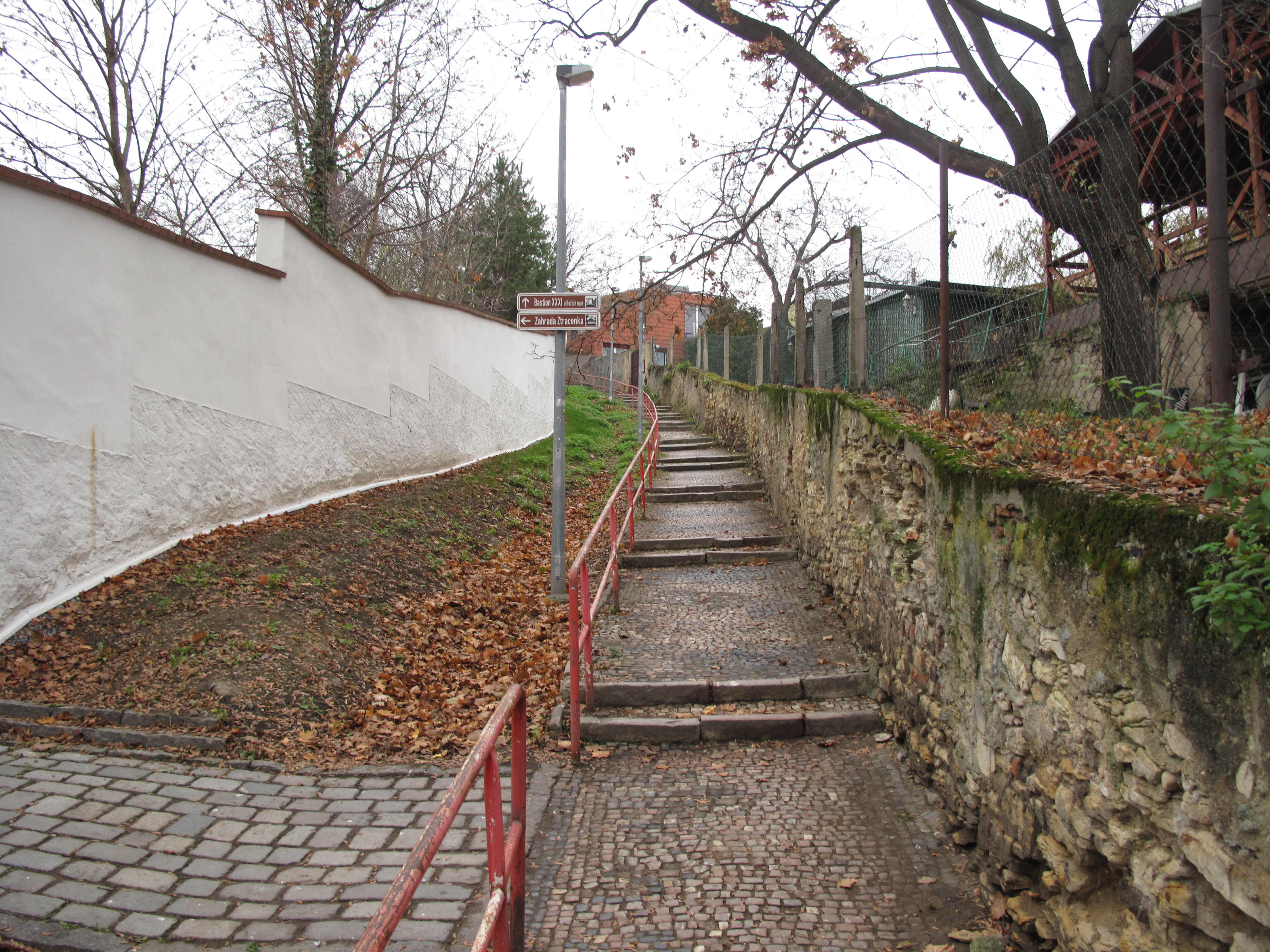
Schodiště mezi zahradou Ztracenka a hradbami
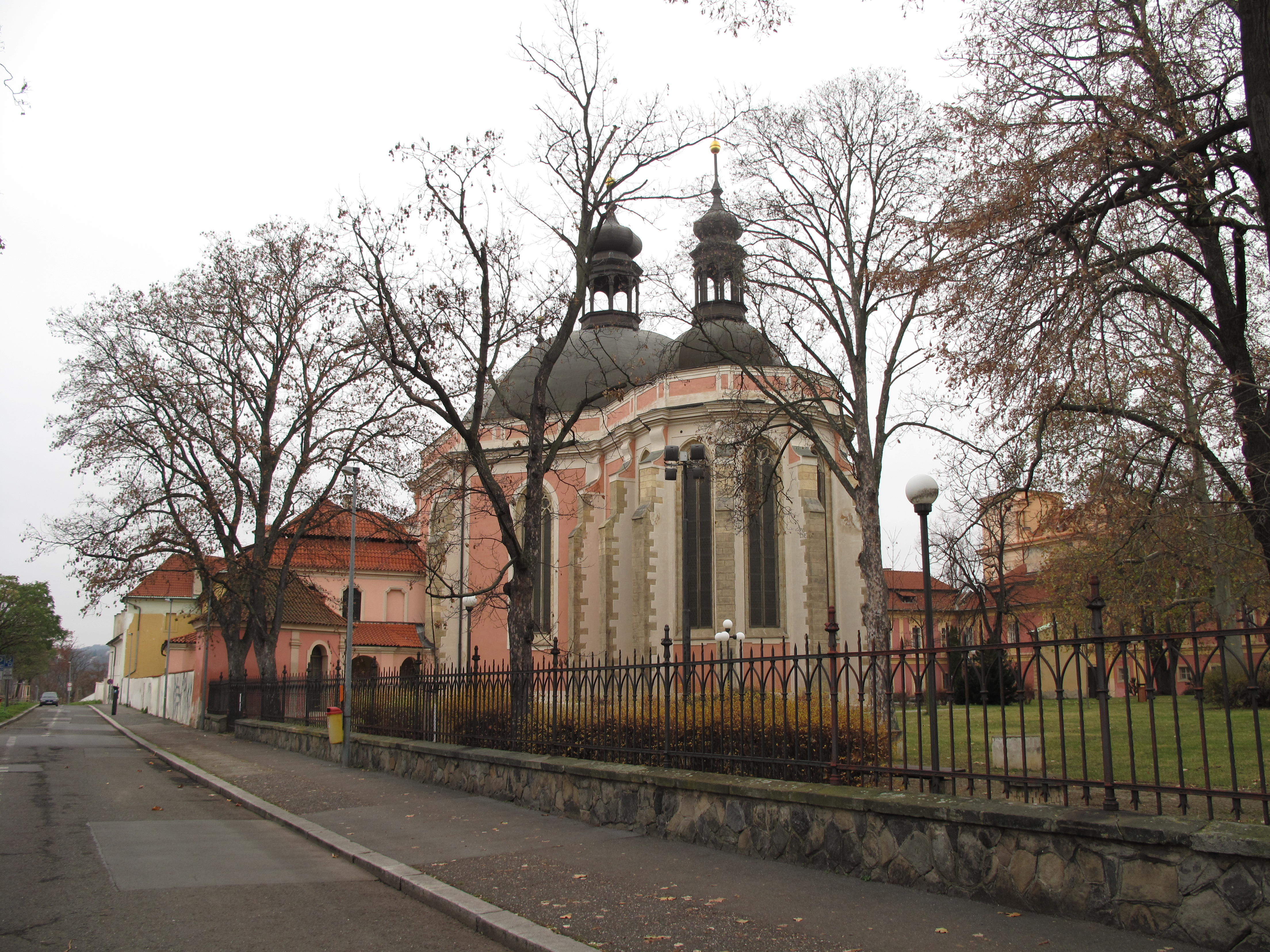
Pohled na kostel Karla Velikého v horní části ulice
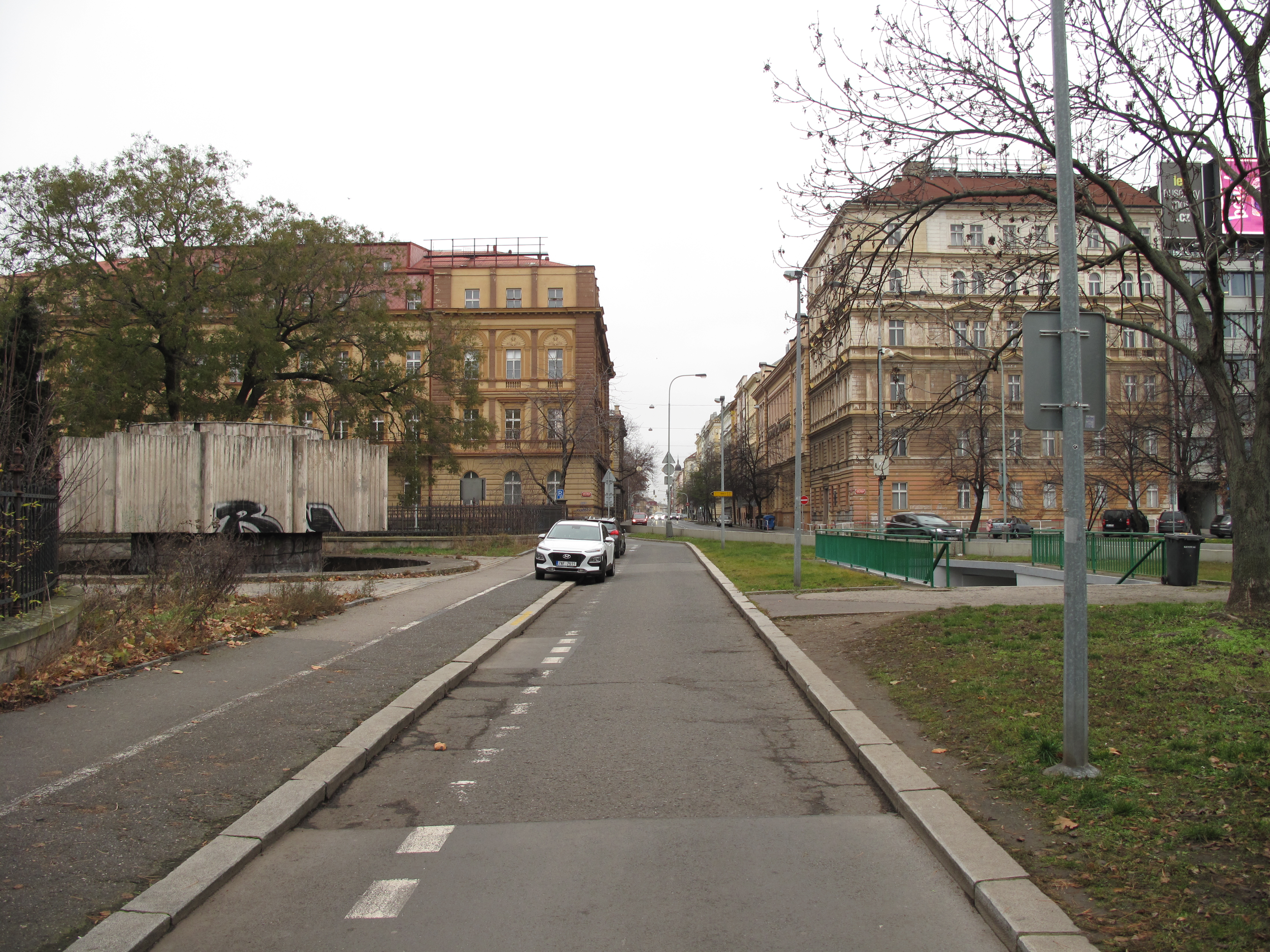
Pohled k Sokolské. Vlevo ventylace metra, vpravo podchod pod magistrálou